# Europeiska patentorganisationen
Europeiska patentorganisationen (f.k. EPOrg, European Patent Organisation) är en samarbetsorganisation mellan flertalet av de europeiska staterna. Den bildades genom Europeiska patentkonventionen, en internationell konvention träffad i München 1973. Alla EU:s medlemsstater samt Albanien, Island, Liechtenstein, Makedonien, Monaco, Norge, San Marino, Schweiz, Serbien och Turkiet är fullvärdiga medlemmar. Därutöver är Bosnien-Hercegovina och Montenegro associerade till samarbetet. Organisationen har tre officiella språk; engelska, tyska och franska. 
Dess huvudorgan, Europeiska patentverket, har sitt huvudkontor i München. Därutöver har ämbetsverket även kontor i Haag, Wien och Berlin. EPO:s uppgift är att granska och bevilja s.k. Europeiska patent, som genom en ansökan får giltighet i alla de medlemsstater som designeras. En europeisk patentansökan som validerats i Sverige gäller på samma sätt som om det vore ett beviljat svenskt patent av Patent- och registreringsverket (PRV). Årsavgiften för att upprätthålla patentet skall betalas årligen till PRV. Däremot får ett europeiskt patent inte automatisk giltighet i hela EU. Ett sådant "EU-patent" har föreslagits av Europeiska kommissionen men ännu inte förverkligats.